# تيري ماكراي
تيري ماكراي هو محامي وسياسي أسترالي، ولد في 11 يناير 1941، وتوفي في 5 أغسطس 2006. نشط حزبياً في حزب العمال الأسترالي (فرع جنوب أستراليا) ‏ وحزب العمال الأسترالي. وقد انتخب Speaker of the South Australian House of Assembly ‏ (8 ديسمبر 1982 – 11 فبراير 1986) وانتخب عضو المجلس النيابي لجنوب أستراليا ‏ عن دائرة Electoral district of Playford ‏ وقد انضم خلال فترته النيابية (30 مايو 1970 – 24 نوفمبر 1989) للكتلة البرلمانية حزب العمال الأسترالي (فرع جنوب أستراليا) ‏.